# Heideck
Heideck je město v německé spolkové zemi Bavorsko, v zemském okrese Roth ve vládním obvodu Střední Franky.
V roce 2011 zde žilo 4 632 obyvatel.